# مناخ السعودية

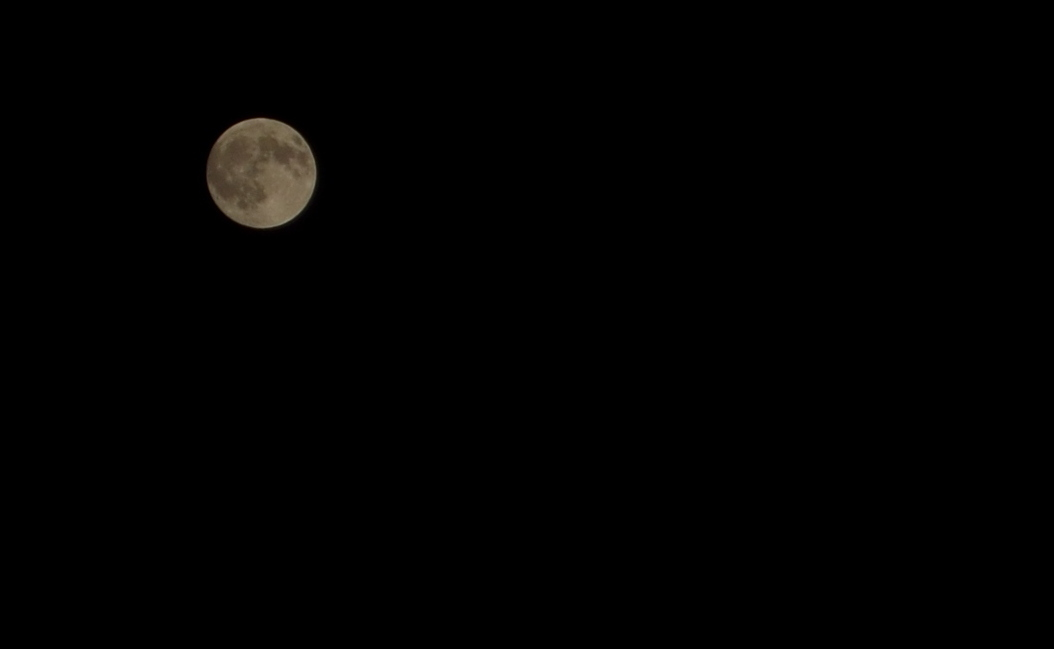
المناخ ليلا

مناخ السعودية بشكلٍ عام حار نهارًا بسبب ارتفاع درجات الحرارة وفي الليل تنخفض درجة الحرارة نسبيًا. تتبع أغلب مناطق البلاد المناخ الصحراوي باستثناء جنوب غرب البلاد.
| البيانات المناخية لـ{{{location}}} | البيانات المناخية لـ{{{location}}} | البيانات المناخية لـ{{{location}}} | البيانات المناخية لـ{{{location}}} | البيانات المناخية لـ{{{location}}} | البيانات المناخية لـ{{{location}}} | البيانات المناخية لـ{{{location}}} | البيانات المناخية لـ{{{location}}} | البيانات المناخية لـ{{{location}}} | البيانات المناخية لـ{{{location}}} | البيانات المناخية لـ{{{location}}} | البيانات المناخية لـ{{{location}}} | البيانات المناخية لـ{{{location}}} | البيانات المناخية لـ{{{location}}} |
| الشهر                              | يناير                              | فبراير                             | مارس                               | أبريل                              | مايو                               | يونيو                              | يوليو                              | أغسطس                              | سبتمبر                             | أكتوبر                             | نوفمبر                             | ديسمبر                             | المعدل السنوي                      |
| ---------------------------------- | ---------------------------------- | ---------------------------------- | ---------------------------------- | ---------------------------------- | ---------------------------------- | ---------------------------------- | ---------------------------------- | ---------------------------------- | ---------------------------------- | ---------------------------------- | ---------------------------------- | ---------------------------------- | ---------------------------------- |
| الدرجة القصوى °م (°ف)              | 33 (92)                            | 36 (97)                            | 38 (101)                           | 43 (109)                           | 47 (117)                           | 53 (128)                           | 48 (119)                           | 47 (116)                           | 45 (113)                           | 43 (109)                           | 36 (97)                            | 32 (90)                            | 53 (128)                           |
| متوسط درجة الحرارة الكبرى °م (°ف)  | 19 (67)                            | 23 (74)                            | 27 (80)                            | 32 (90)                            | 38 (101)                           | 41 (106)                           | 43 (109)                           | 42 (108)                           | 40 (104)                           | 34 (94)                            | 27 (81)                            | 22 (71)                            | 32 (90)                            |
| المتوسط اليومي °م (°ف)             | 14 (58)                            | 17 (62)                            | 21 (70)                            | 27 (80)                            | 32 (90)                            | 34 (94)                            | 36 (97)                            | 36 (96)                            | 33 (91)                            | 28 (82)                            | 22 (71)                            | 17 (62)                            | 26 (79)                            |
| متوسط درجة الحرارة الصغرى °م (°ف)  | 11 (52)                            | 15 (59)                            | 21 (69)                            | 26 (78)                            | 28 (83)                            | 29 (84)                            | 27 (81)                            | 26 (78)                            | 20 (68)                            | 16 (60)                            | 11 (52)                            | 9 (48)                             | 20 (68)                            |
| أدنى درجة حرارة °م (°ف)            | −1 (30)                            | 0 (32)                             | 5 (41)                             | 11 (52)                            | 17 (63)                            | 20 (68)                            | 22 (72)                            | 22 (72)                            | 16 (61)                            | 12 (54)                            | 7 (45)                             | 2 (35)                             | −1 (30)                            |
| الهطول سم (إنش)                    | 1.4 (0.6)                          | 1.0 (0.4)                          | 2.4 (0.9)                          | 2.9 (1.1)                          | 0.8 (0.3)                          | 0 (0)                              | 0.1 (0.0)                          | 0.1 (0.0)                          | 0 (0)                              | 0.3 (0.1)                          | 0.7 (0.3)                          | 1.4 (0.6)                          | 11.1 (4.3)                         |
| المصدر: Weatherbase                |                                    |                                    |                                    |                                    |                                    |                                    |                                    |                                    |                                    |                                    |                                    |                                    |                                    |